# Nomada anpingensis
Nomada anpingensis là một loài Hymenoptera trong họ Apidae. Loài này được Strand mô tả khoa học năm 1913.